# Bansuri
El bansuri (del sànscrit bans (बाँस) "bambú" + sur (सुर) "melodia"), també anomenat bansi o murali, és un instrument de vent del sud-est asiàtic fet amb un cilindre d'una peça de bambú amb sis o sis forats. El seu origen prové de les flautes dels pastors i apareix documentat des del segle I en unes pintures budistes. Es considera un instrument de Krixna, qui el tocava per encantar les dones i bèsties de la regió índia de Braj. Una de les històries folclòriques lligades a aquest instrument és la de Radha.
A principis de segle xx va ser recuperat com a instrument de música culta, especialment a partir de les composicions de Pannalal Ghosh. Ell també va imposar els bansuris de set forats, que permetien fes escales completes. Cada bansuri s'afina segons una tonalitat, que és la que s'obté quan es tapen els tres forats superiors. Si es deixa sortir l'aire a mitges pels orificis, es poden emetre semitons.